# Corynascidia translucida
Corynascidia translucida är en sjöpungsart som först beskrevs av Monniot 1969.  Corynascidia translucida ingår i släktet Corynascidia och familjen högermagade sjöpungar. Inga underarter finns listade i Catalogue of Life.